# Basalt Lake
Der Basalt Lake ist ein See auf der Livingston-Insel im Archipel der Südlichen Shetlandinseln. Auf der Byers-Halbinsel liegt er 1,9 km östlich des Usnea Plug und 1,5 km südöstlich des Chester Cone.
Das UK Antarctic Place-Names Committee benannte ihn 1993 nach seiner Lage umgeben von drei Basaltvorsprüngen.